# Эд (граф Орлеана)
Эд (Эд I или Эд Орлеанский; фр. Eudes, нем. Odo, лат. Udo, ок. 790—834) — граф в Рейнланде/Лангау 821—826 годах, граф Орлеана в 828—830 и 832—834 годах, дворцовый граф (пфальцграф) дворца Ингельхейм в 826 году.

## Биография

### Происхождение
Установлено, что Эд происходил из знатного швабского рода Удальрихингов. По устоявшейся версии, он был сыном графа Орлеана Адриана. По другой версии, он был сыном графа Эрбио, брата Адриана. Однако не исключено, что Эрбио и Адриан — одно и то же лицо (Адриан мог быть известен в Германии под именем Эрбио). Эд был племянником Герольда II, наместника Карла Великого в Баварии после ликвидации герцогства Бавария, и двоюродным братом императора Людовика Благочестивого, мать которого, Хильдегарда, была сестрой Герольда II и Адриана.
Установление его происхождения осложняется ещё и тем, что в источниках он упоминаются под именами Eudes, Vodon, Odo, Hodo, Uodo, Udo: вполне возможно, что это не один человек, а несколько.

### Правление
Впервые Эд упоминается в источниках в 810 году как императорский легат в Восточной Саксонии. В 811 году он упоминается в Фульдских анналах как граф, подписавший мирный договор с викингами.
В 821—826 годах Эд упоминается как граф в Рейнланде/Лангау. В 826 году он упомянут как дворцовый граф (пфальцграф) дворца Ингельхейм.
В следующий раз он появился в источниках в 828 году. На Ассамблее в Ахене в феврале 828 году император Людовик I Благочестивый сместил со своих постов графа Тура Гуго и графа Орлеана Матфрида. На место Матфрида, в Орлеан, был назначен Эд, который принадлежал к кругу императрицы Юдифи и Бернара Септиманского, которому он приходился родственником по материнской линии. Кроме того Эд был женат на сестре сенешаля Адаларда, Ингельтруде.
Однако Матфрид не смирился с потерей графства. В апреле 830 года он присоединился к мятежу Пипина Аквитанского против отца, императора Людовика. Пипин двинулся на Орлеан, где посадил Матфрида. На ассамблее в Компьене в мае обвинённая в измене императрица Юдифь была сослана в монастырь, а Эд Орлеанский, поддержавший императора, был выслан в Италию. Но уже в октябре император Людовик вернул себе власть. После того, как Пипин в 832 году потерпел поражение, Эду снова был возвращён Орлеан.
Весной 834 года Матфрид вместе с графом Нанта Ламбертом, поддерживавшие во время второго мятежа сыновей императора Людовика его старшего сына Лотаря I, разбили на границе с Бретанью армию Эда Орлеанского, который погиб в битве вместе с братом, Гильомом, графом Блуа и некоторыми другими представителями знати.
К Эду выводят происхождение дома Конрадинов, из которого происходили герцоги Франконии и король Германии Конрад I Франконский.

### Семья
Жена: Ингельтруда, дочь Лето I, графа де Фезансак
- (?) Гебхард I (ум. 879), граф в Нижнем Лангау, родоначальник дома Конрадинов[2]
- Гильом (ум. 866)
- Ирментруда (ок. 825 — 6 октября 869); муж: с 13 декабря 842 года — король Западно-Франкского королевства Карл II Лысый (13 июня 823 — 6 октября 877).